# Muziek van Aruba
Op Aruba speelt muziek niet alleen op feestdagen een belangrijke rol, maar ook tijdens de carnavalsperiode en informele vieringen. Omdat het eiland zo klein is, heeft de muziek van Aruba rijke invloeden van Afrika, Europa en Latijns-Amerika. De muzikanten hebben de muziek wel een onmiskenbaar Arubaans/Antilliaans geluid gegeven zodat het toch niet hetzelfde is.

## Muziek voor speciale gelegenheden

### Carnaval muziek van Aruba
Carnaval op Aruba duurt ongeveer twee maanden en eindigt altijd op de zondag waarna de vastentijd begint. Gedurende deze periode is de hele dag overal carnavalsmuziek te horen.

#### Calypso
De calypso werd voor het eerst eind 18e eeuw in Trinidad ontwikkeld en werd later op Aruba overgenomen. De calypso is een rustig genre, en er wordt op een satirische en komische wijze opmerkingen gegeven over het leven op Aruba. De liederen worden in het Engels en Papiaments door elkaar gezongen.

#### Roadmarch
De Roadmarch komt ook oorspronkelijk uit Trinidad. Deze is wat sneller en vrolijker en de teksten en melodieën zijn echt aanstekelijk. Er zijn altijd bijbehorende bewegingen of dansjes wat het nog leuker maakt om op te dansen tijdens de parades. De Roadmarch is op Aruba het "hoofdgenre" van carnaval en wordt het meest in de carnavalsparades gespeeld.

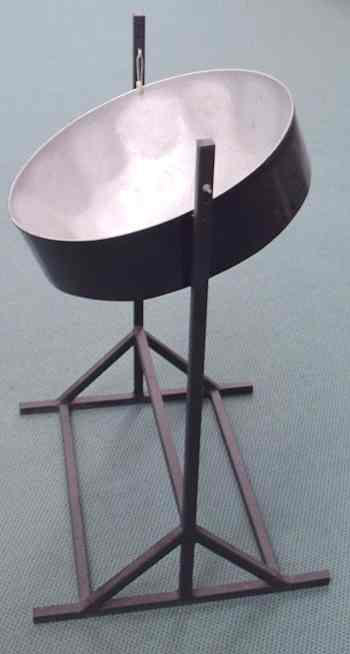
De steeldrum, een muziekinstrument vervaardigd van een lege olievaat

#### Steelband
Steelbandmuziek maakt ook deel uit van carnavalsmuziek, maar wordt ook bij informele gelegenheden gespeeld. De steeldrums worden gemaakt van lege oliedrums en er worden deuken erin gemaakt zodat elk deuk een andere toonhoogte geeft als je het bespeelt. De grootte van de drum speelt hier ook een rol. De steelband bestaat uit ongeveer 10 man, en ze kunnen elk tussen één en zes steeldrums spelen.

#### Brassband
De brassband bestaat uit allerlei soorten kleine en grote drums en enkele blaasinstrumenten. Eigenlijk is de naam brassband niet helemaal juist, omdat de drums belangrijker zijn dan de koperen blaasinstrumenten zelf. De Arubaanse Brassband klinkt totaal anders dan de Europese; het heeft duidelijke Afrikaanse ritmes. Op Aruba begint een carnavalparade meestal met de brassband.

#### Tumba
De tumba is op Curaçao het belangrijkste genre tijdens carnaval. De tumba is op Curaçao ontstaan maar is natuurlijk ook een belangrijk genre op Aruba tijdens carnaval. De calypso en de roadmarch hebben een heel ander geluid dan de tumba. De tumba is duidelijk een dansgenre dat een Afrikaans ritme heeft, dat in de tijd van de slavernij terecht was gekomen op de Nederlandse Antillen. De tumba wordt bovendien niet alleen met carnaval geïdentificeerd; het is een genre dat het hele jaar door te horen is.

### Muziek bij de jaarwisseling

#### Gaita
In november wordt het tijd voor de Gaita’s. De Gaita is oorspronkelijk een type Venezolaanse volksmuziek die van de indianen afstamt. Het werd in de jaren 60 op Aruba geïntroduceerd en is sindsdien erg populair. Naarmate de tijd verstreek, werd het door onder andere de salsa en merengue beïnvloedt. Eerst zongen de Gaitas alleen over traditionele kerst thema’s, maar nu maken ook andere thema’s, zoals liefde, deel van het repertoire. De oorspronkelijke instrumenten zijn de wiri, tamboers en cuarta. Nu horen trompetten, bas en piano ook erbij. Ongeveer 20 muzikanten maken deel uit een Gaita groep en treden op zowel bij publieke als privé evenementen.

#### Dande
Met oud en nieuw is het een Arubaanse traditie dat groepen muzikanten, de Dande,  rond Aruba “Ai Nobe” van deur tot deur zingen, om de familie een gelukkig nieuw jaar toe te wensen. De instrumenten die hier worden gebruikt zijn de cuarta, gitaar, accordeon, de wiri en tambú. De zanger/zangeres zingt met een hoed in zijn/haar hand, waar je dan geld in kunt stoppen voor de muzikanten. De Dande heeft ook een Afrikaans ritme.

## Klassieke muziek van Aruba

### Antilliaanse wals
De Antilliaanse wals is ontstaan uit de Europese wals, maar heeft Antilliaanse trekken. De Antilliaanse wals heeft een pittiger ritme en heeft een vrijere melodie, waardoor het een soepeler manier van dansen heeft. De walsen werden vroeger als cadeau gegeven bij bijzondere gelegenheden, en werden dus speciaal voor dat evenement gecomponeerd.

### Mazurka
De mazurka komt oorspronkelijk uit Polen, maar deze werd ook toen een beetje aangepast naar iets wat meer Antilliaans klonk. Vroeger werden er meer mazurka’s gecomponeerd, maar nu wordt het eigenlijk alleen in shows gedanst en gespeeld.

### Danza
De danza is van oorspronkelijk van Frankrijk en kreeg zijn eigen stijl door invloed van o.a. Puerto Rico, Dominicaanse Republiek, Venezuela, Midden-Amerika en de Nederlandse Antillen. We onderscheiden tweedelige en driedelige danzas. Ze beginnen meestal met een soort intro, en wordt dan in de volgende deel beweeglijker met een merengue. Er zijn ook danza's zonder een intro.
De twee belangrijkste componisten van de klassieke muziek van Aruba, zijn Rufo Wever (1917-1977) en Padú Lampe (1925-2019). Zij hebben ook het volkslied van Aruba, Aruba dushi tera, gecomponeerd.

## Overig

### Dera Gai
De Dera Gai is een feestdag van Katholieken ofwel het St Jans feest. Het is een oogstfeest en werd later gecombineerd met het feest van Johannes de Doper. Dit feest verspreide naar Aruba en maakt deel van haar folklore. Het wordt ook niet op dezelfde manier als andere landen gevierd. Er wordt gezegd dat Aruba het enige land is waar deze feestdag met dans en muziek Dera Gai wordt gevierd . Dera Gai betekent letterlijk de “haan begraven”. De vrouwen en mannen zijn in het rood en geel gekleed, en dansen op de Dera Gai-lied. Daarna wordt iemand geblinddoekt en die persoon moet dan de haan, die tot zijn hoofd begraven is, proberen te onthoofden met een stok (als symbool voor de onthoofding van Johannes de Doper). Nu gebeurt dat natuurlijk niet meer, het is alleen een show waar een nep haan of kalebas wordt gebruikt. Er is maar één bepaald liedje voor Dera Gai die tijdens het feest gespeeld wordt met drum, viool, tamboer en de wiri (metalen rasp).

### Tambú

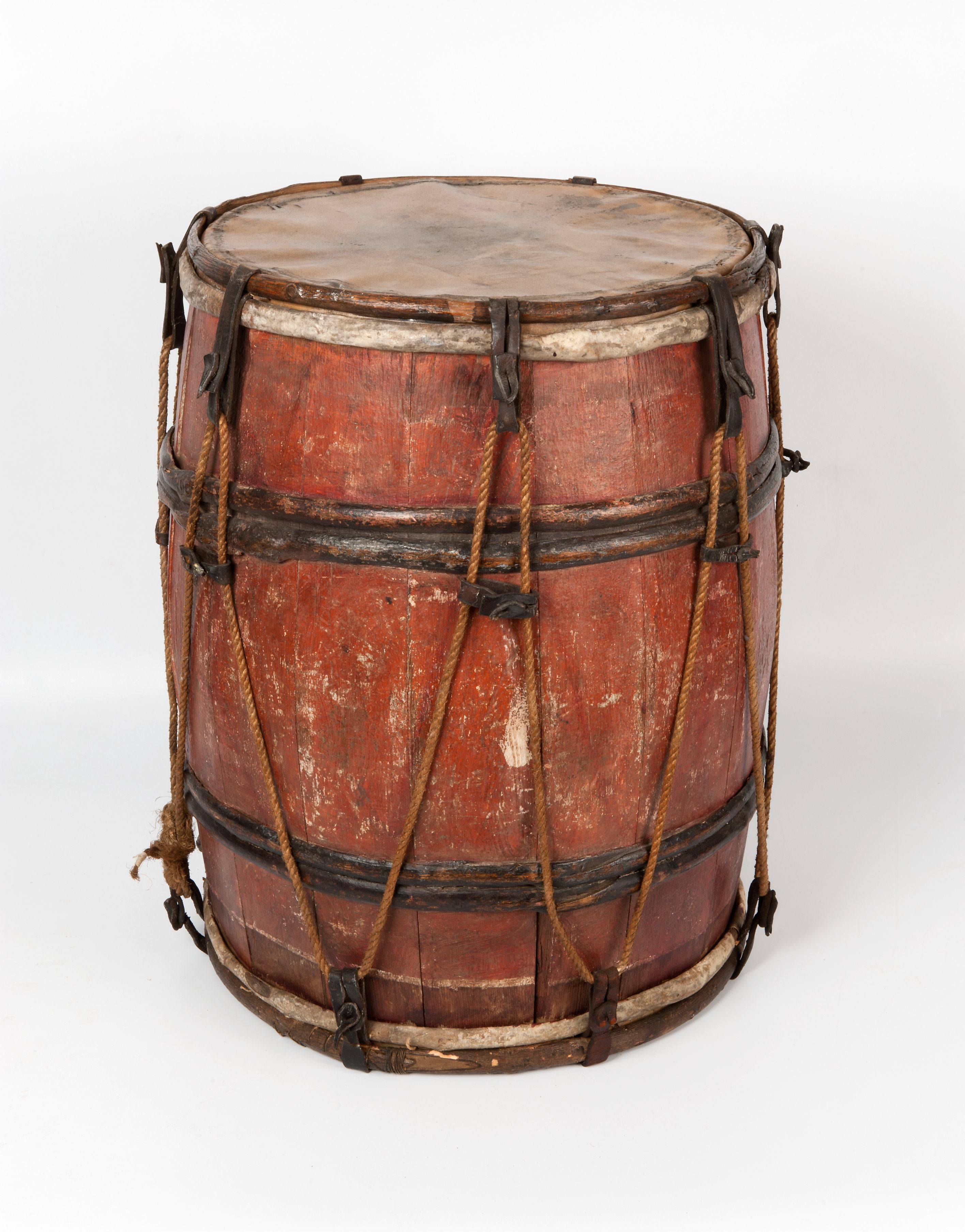
Arubaanse trom

De tambú is ook een belangrijk deel van de Antilliaanse folklore. De “tambú” is ook de naam van de bijbehorende dans en de trom die wordt gebruikt. Het werd op Curaçao uitgevonden door de slaven en werd al snel ook naar Aruba en Bonaire “gebracht”. De tambú klinkt primitief en puur. De tambú trom is dus het hoofdinstrument samen met de “heru” (ijzeren gedeelte van een hark) en er wordt ook in de handen geklapt. Het idee is eigenlijk dat de dansers los van elkaar dansen en elkaar niet aanraken. Op Curaçao wordt de tambú vooral rond de jaarwisseling gespeeld en gedanst, op Aruba hebben ze in plaats daarvan de Dande. Op Curaçao komt de tambú ook veel meer voor.

### Caha di orgel

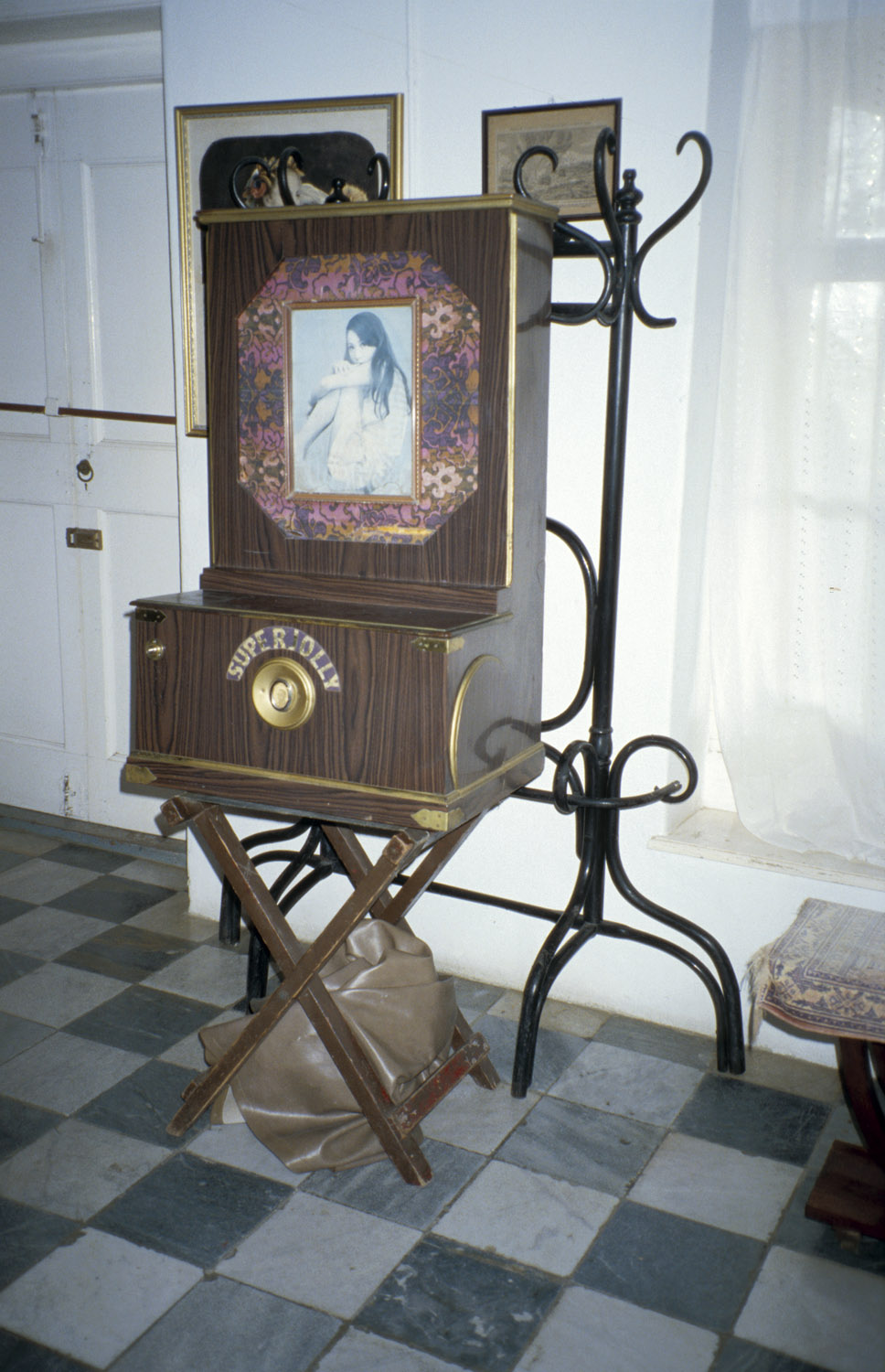
Caha di orgel

De Caha di orgel is een belangrijk onderdeel van de Arubaanse folklore. Het draagt bij aan de verhoging van de gezelligheid en speelde ook een belangrijke rol als muziekconserveringsmiddel. Muziek die 100 jaar geleden opgenomen werd op de cilinder van een Caha di orgel, klinkt nog steeds precies hetzelfde. De eerste cilinderpiano’s werden gefabriceerd in Duitsland en werden snel in heel Europa populair. Ze zijn ook bekend als piano-orgel, straatorgel of cilinderorgel, en op Aruba cai' orgel, caha di musica of tingilingi-box. Deze orgelnamen zijn eigenlijk misleidend omdat er geen orgelpijp te bekennen valt, maar omdat het afgeleid is van een orgel met cilinders is de naam ongewijzigd gebleven. "Het is een type straatinstrument waarin een vrij simpel pianomechanisme in werking wordt gesteld door een van pinnetjes voorziene cilinder met behulp van een zwengel rond te draaien”. De eerste Caha di orgels arriveerden in Aruba eind 19e eeuw en het duurde niet lang voordat Aruba’s eigen muziek op de cilinders werden opgenomen. Niet alle soorten muziek kan op de Caha di orgel omdat de cilinder slechts de helft van het aantal noten van een normale piano heeft. Muziek die wel erop kan zijn onder andere de wals, mazurka, danza en tumba. De Caha di orgel ensemble bestaat uit de Caha di orgel zelf, de persoon die de zwengel ronddraait, en de persoon die de wiri (metalen rasp) bespeelt.

## Oudste muziekgeschiedenis
Arubaanse muziek heeft geen significante invloeden van de oorspronkelijke indiaanse bewoners. De indiaanse bevolking had voor de komst van de Spanjaarden haar eigen liederen, primitieve instrumenten en dansen. Hierna ging hun muziek langzaam verloren en omdat er bijna niets concreets is overgebleven voor archeologisch onderzoek, weet men eigenlijk niets meer met zekerheid van de indiaanse muziek van toen.